# Châtillon-sur-Cluses
Châtillon-sur-Cluses é uma comuna francesa na região administrativa de Auvérnia-Ródano-Alpes, no departamento da Alta Saboia. Estende-se por uma área de 9.18 km². Em 2010 a comuna tinha 1 265 habitantes (densidade: 137,8 hab./km²).